# Polymyces
Genre
Polymyces est un genre de coraux durs de la famille des Flabellidae.

## Liste d'espèces
Le genre Polymyces comprend les espèces suivantes :
| Selon World Register of Marine Species (3 juillet 2015) : - Polymyces fragilis Pourtalès, 1868 - Polymyces montereyensis Durham, 1947 - Polymyces wellsi Cairns, 1991 | Selon ITIS (3 juillet 2015) : - Polymyces fragilis Pourtalès, 1868) - Polymyces montereyensis Durham, 1947 - Polymyces tannerensis Durham & Barnard, 1952 - Polymyces wellsi Cairns, 1991 |